# Biserica evanghelică fortificată din Vermeș

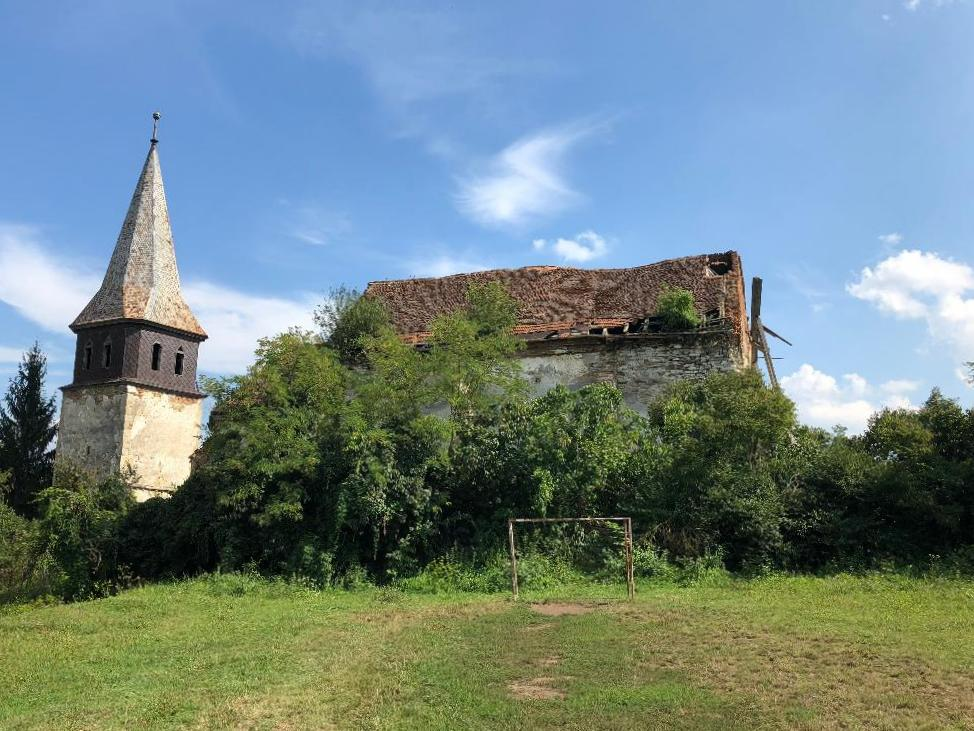
Ansamblul bisericii evanghelice fortificate din Vermeș

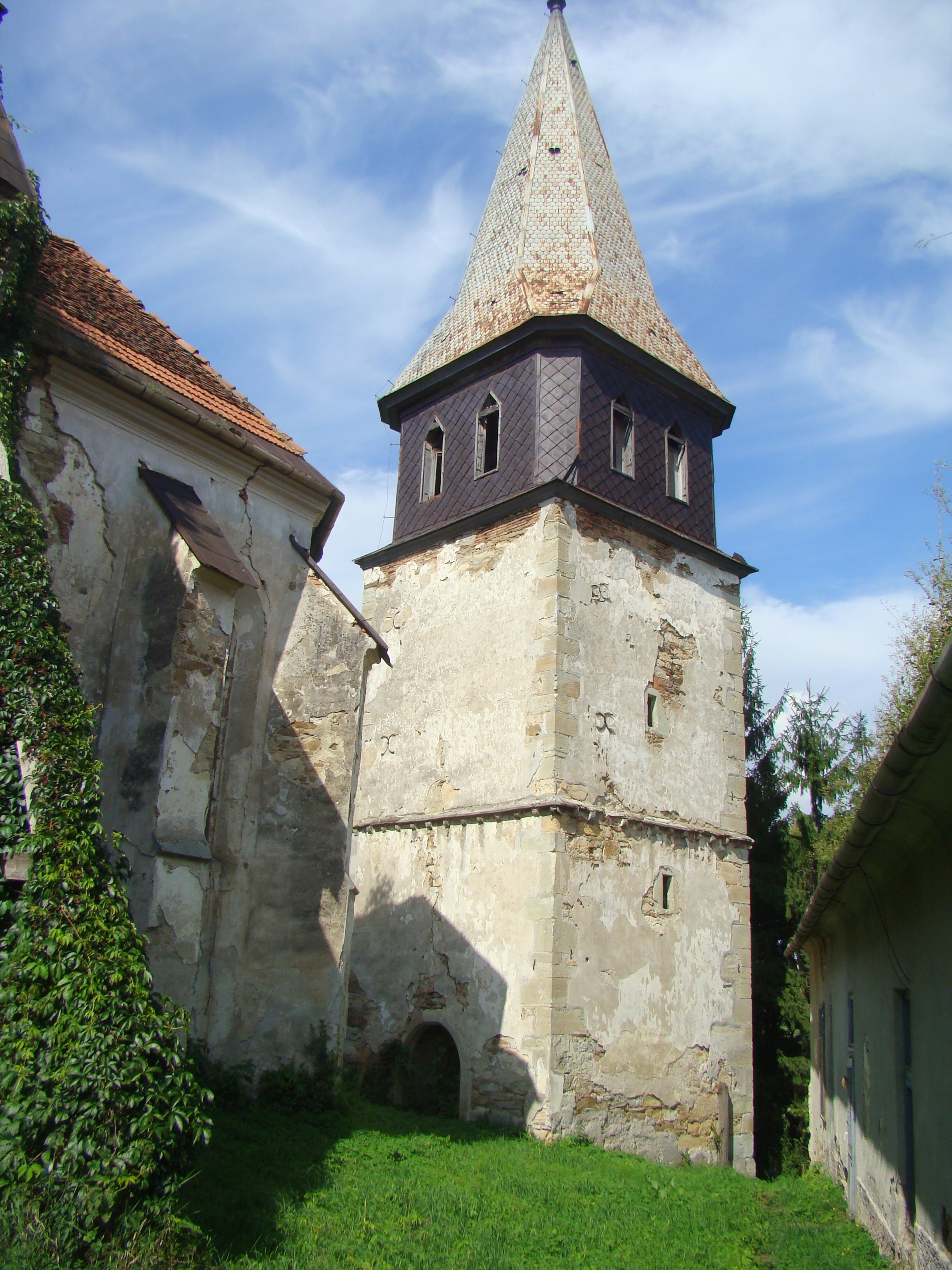
Turnul-clopotniță străpuns de mai multe creneluri

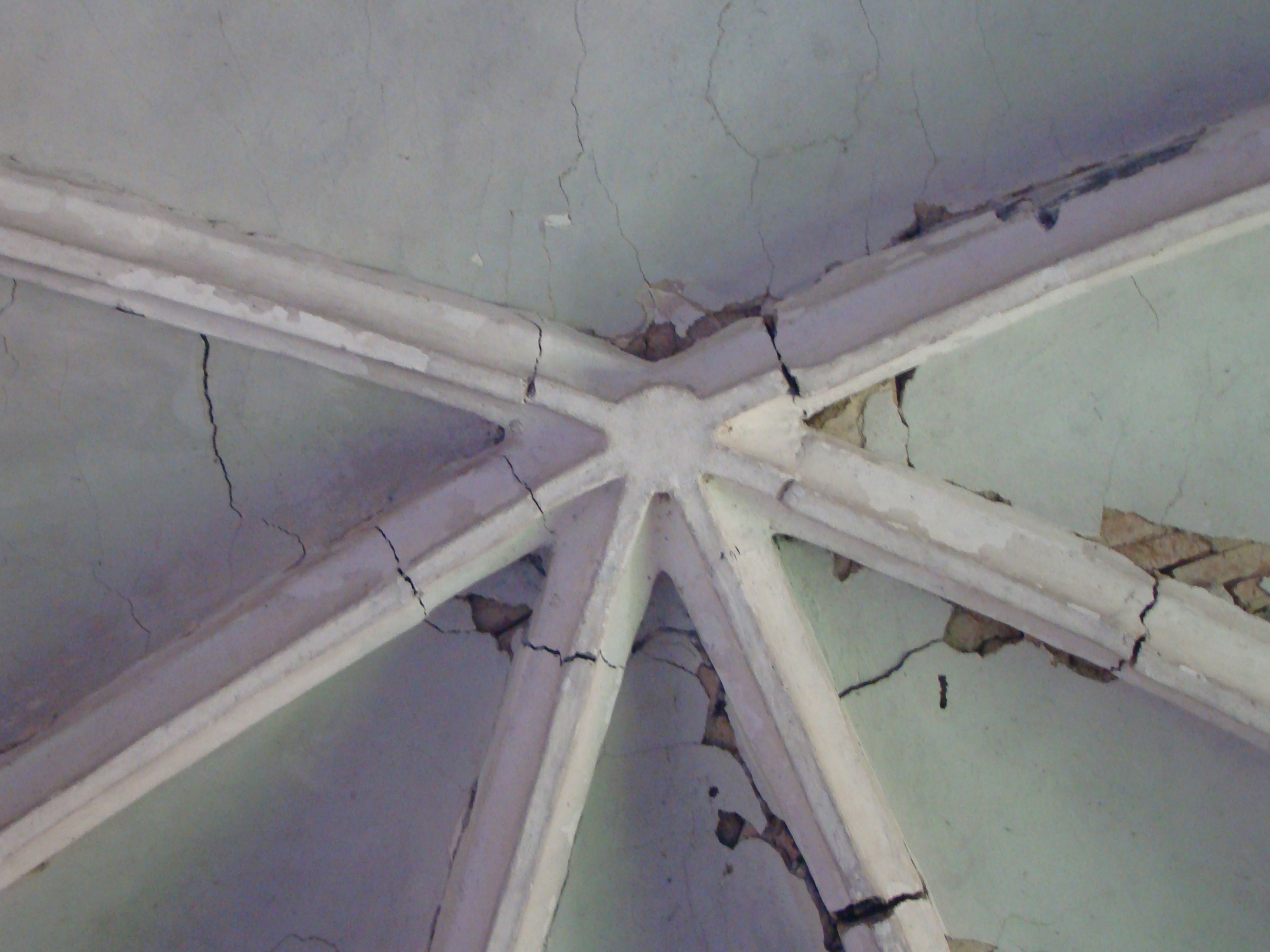
Cheie de boltă

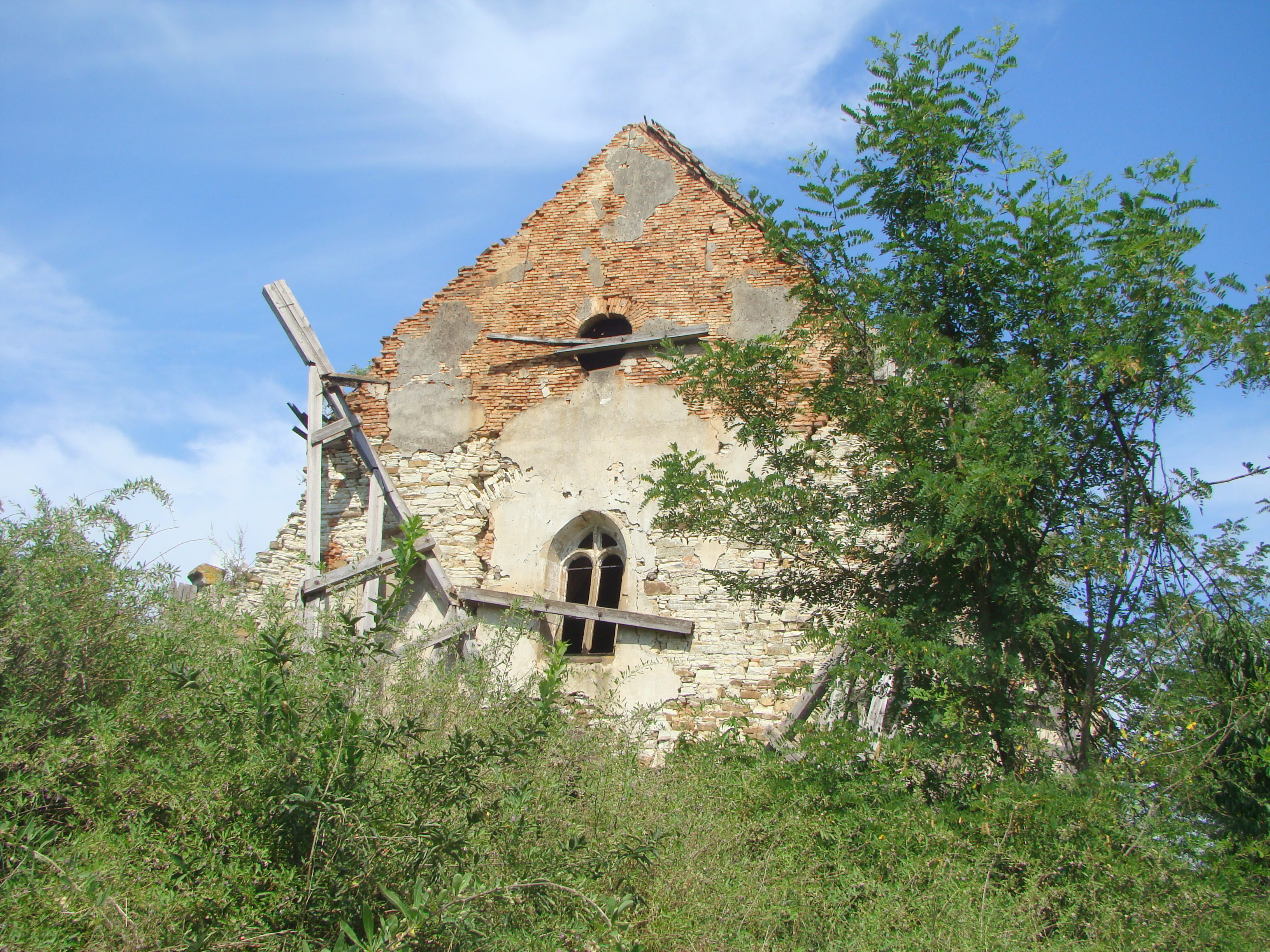
Biserica-sală acoperită cu un acoperiș în două ape

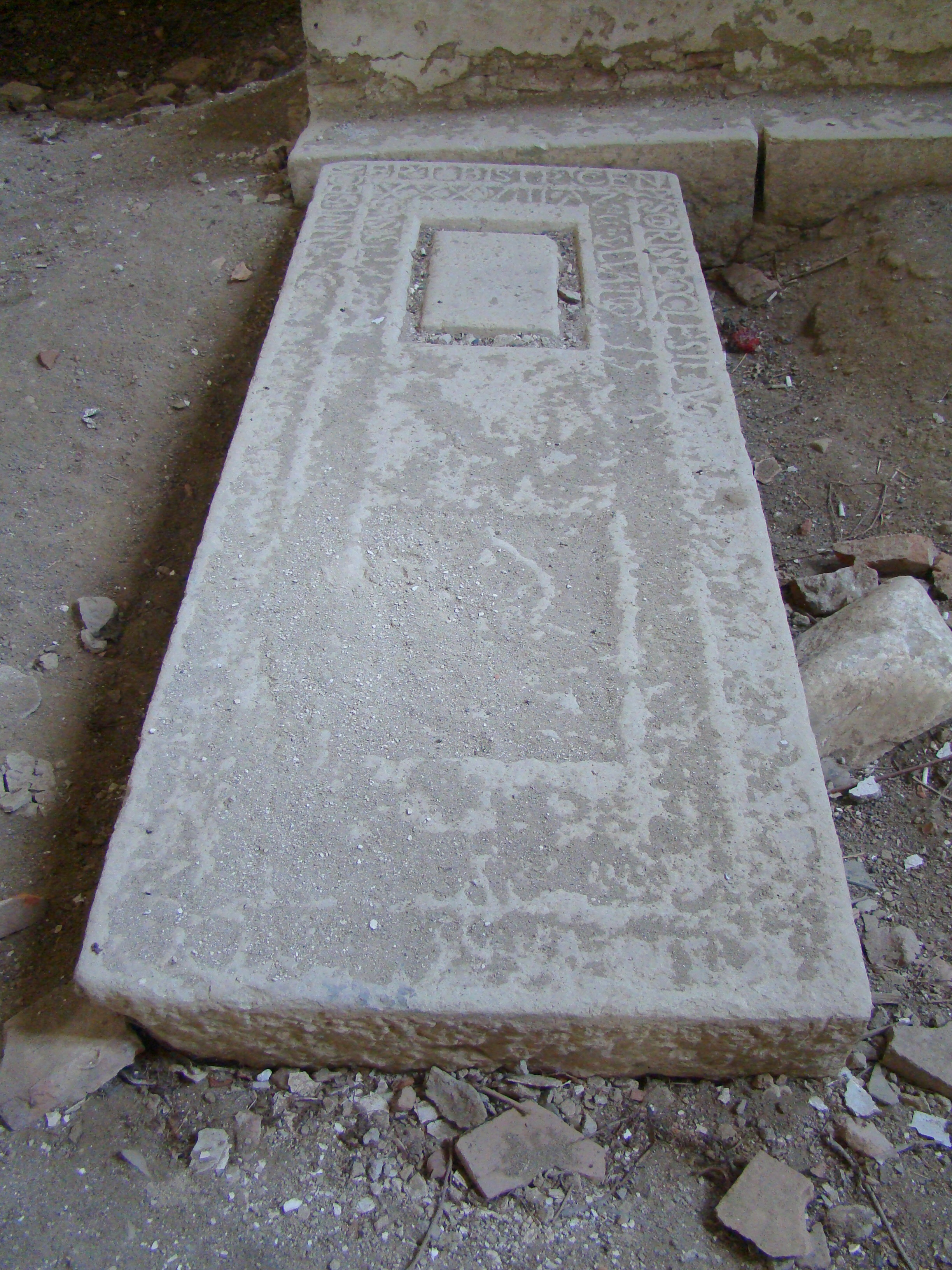
Monumentul funerar cioplit în piatră în anul 1580 în amintirea parohului Johann Ekkert

Biserica „Sfinții Mihail și Gavriil” din Vermeș este un ansamblu de monumente istorice aflat pe teritoriul satului Vermeș, comuna Lechința. În Repertoriul Arheologic Național, monumentul apare cu codul 33505.06.

Ansamblul este format din trei monumente:
- Biserica evanghelică C.A., azi biserica ortodoxă „Sf. Arhg. Mihail și Gavriil” (cod LMI BN-II-m-A-01725.01)
- Turn clopotniță (cod LMI BN-II-m-A-01725.02)
- Zid de incintă (cod LMI BN-II-m-A-01725.03)

## Localitatea
Vermeș, mai demult Vermiș (în dialectul săsesc Warmesch, Vârměš, în germană Wermesch, Warmisch, Wermösch, în maghiară Vermes) este un sat în comuna Lechința din județul Bistrița-Năsăud, Transilvania, România. Satul este atestat în documente pentru prima dată în 1333, sub numele de Vermus.

## Biserica
Biserica se află pe dealul din partea vestică a satului, fiind înconjurată de un zid de incintă. Se încadrează printre bisericile fortificate săsești construite în perioada de trecere dintre goticul târziu și renaștere. Biserica-sală e compusă dintr-o navă cu patru travee și dintr-un cor poligonal, alungit. Pe latura nordică nava e flancată de patru contraforturi, iar pe latura sudică și în jurul corului sunt amenajate câte cinci contraforturi. 
Turnul-clopotniță se află la aproximativ 10 metri la est de capătul corului bisericii, iar intrarea spre biserică se practica prin parterul turnului. Pe parcursul timpului, majoritatea incintei fortificate din secolul al XVI-lea a dispărut, doar în apropierea intrării putând fi detectate unele porțiuni scunde ale acesteia.
Decorul interior al bisericii este conceput sub influența stilului rococo. Interiorul navei a fost transformat în anul 1775, când bolta medievală a fost înlocuită cu bolți a vela. Nava și corul sunt despărțite printr-un arc de triumf a cărui fronton vestic e ornamentat cu un cartuș din stuc, în stil rococo. În cartuș se află inscripția care comemorează reparațiile bisericii din anii 1923, respectiv 1942.
Biserica a avut o cristelniță neogotică din 1911 și o orgă Wegenstein din 1912–1913, care au dispărut. Conform izvoarelor, altarul era o construcție neogotică din lemn, având ca reprezentare centrală Răstignirea, pictată în 1861 de către pictorul C. Koller.

## Galerie de imagini

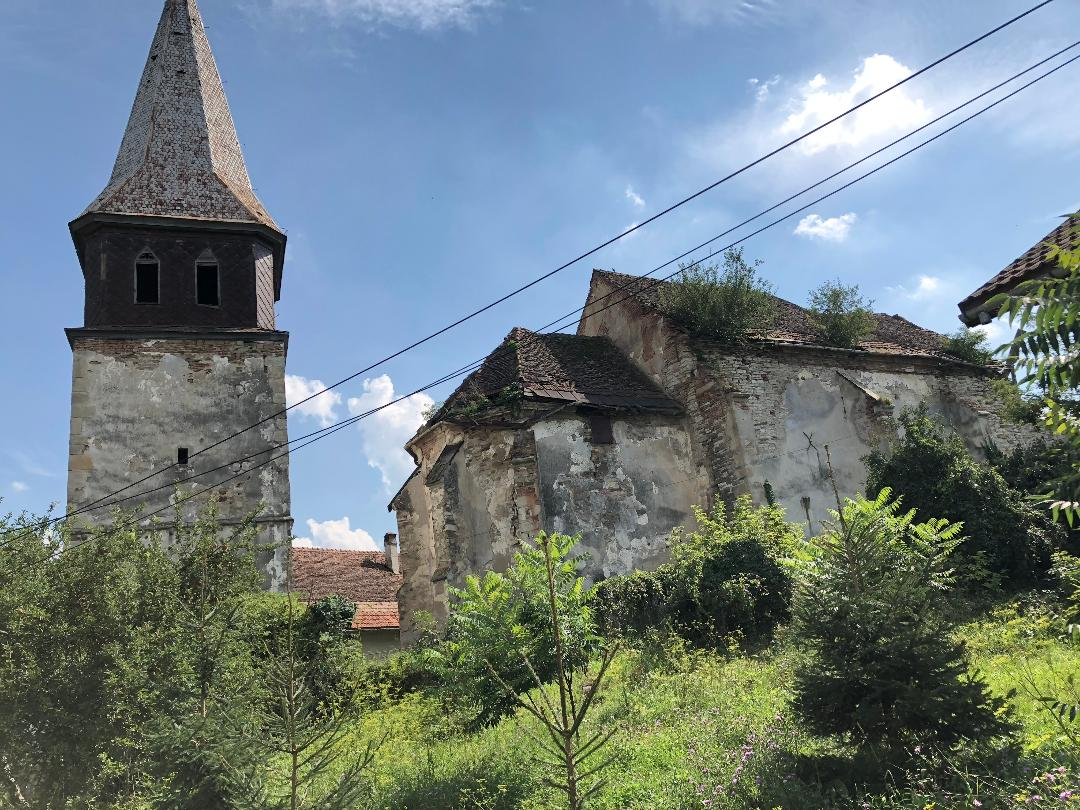
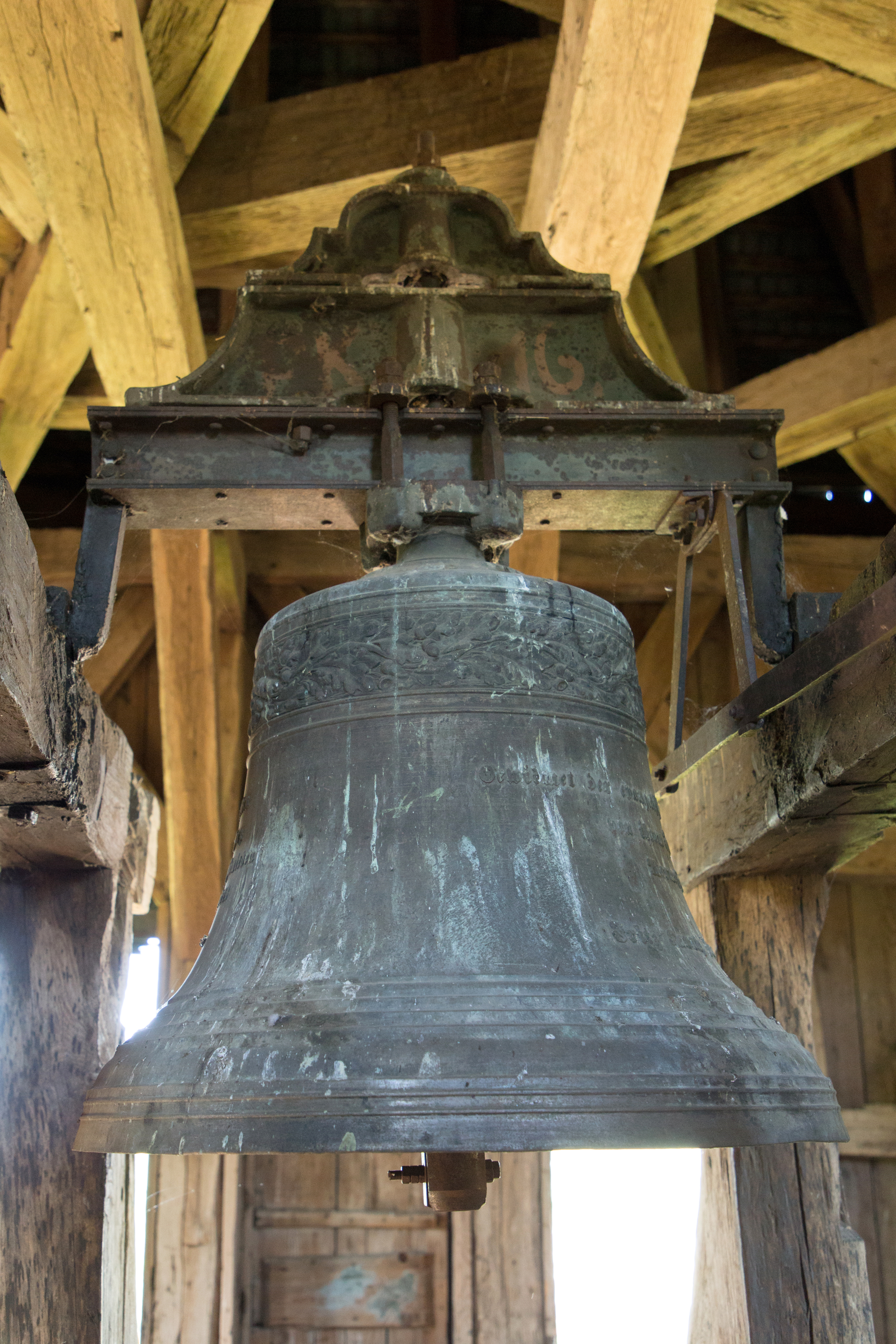
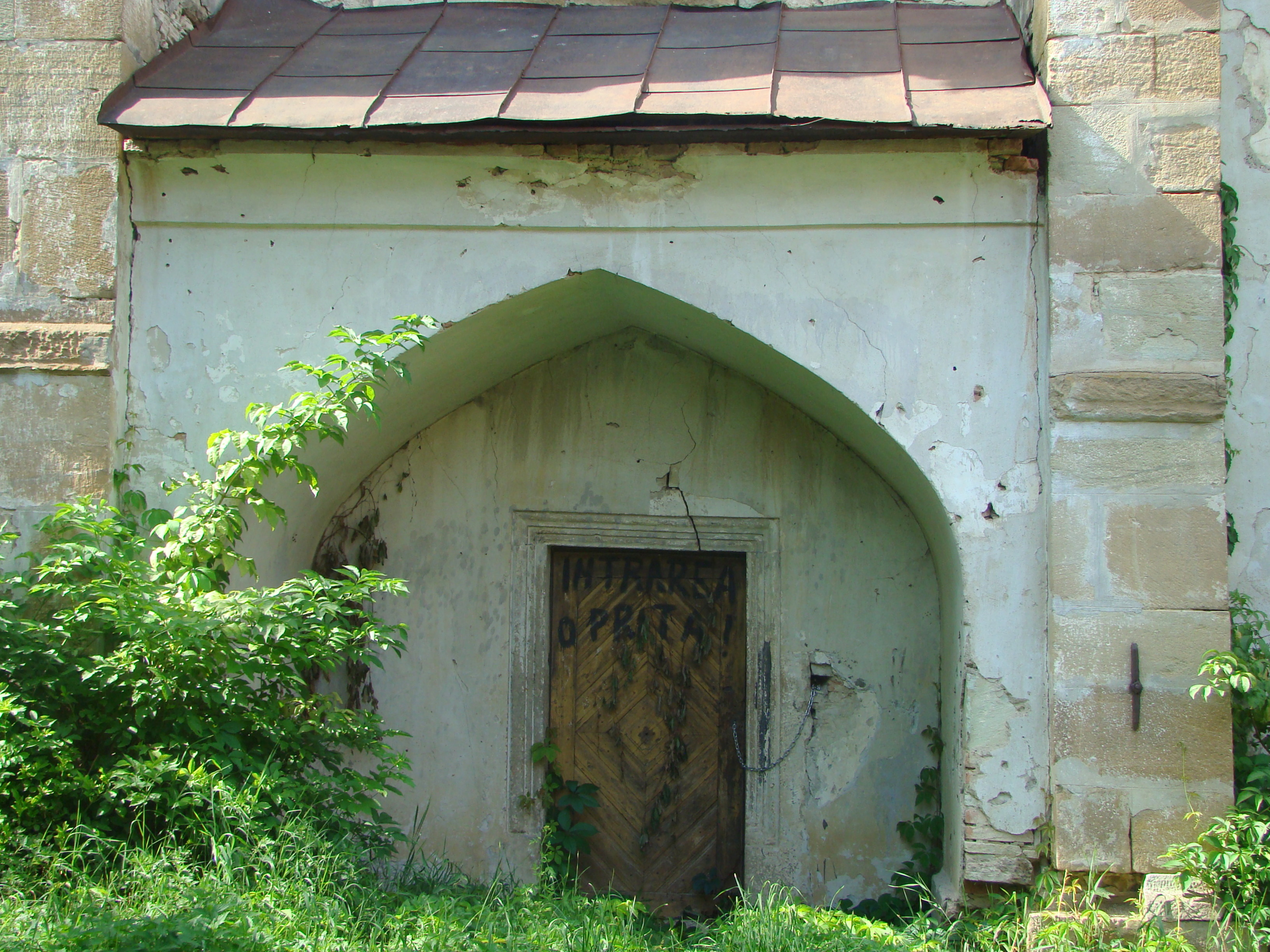
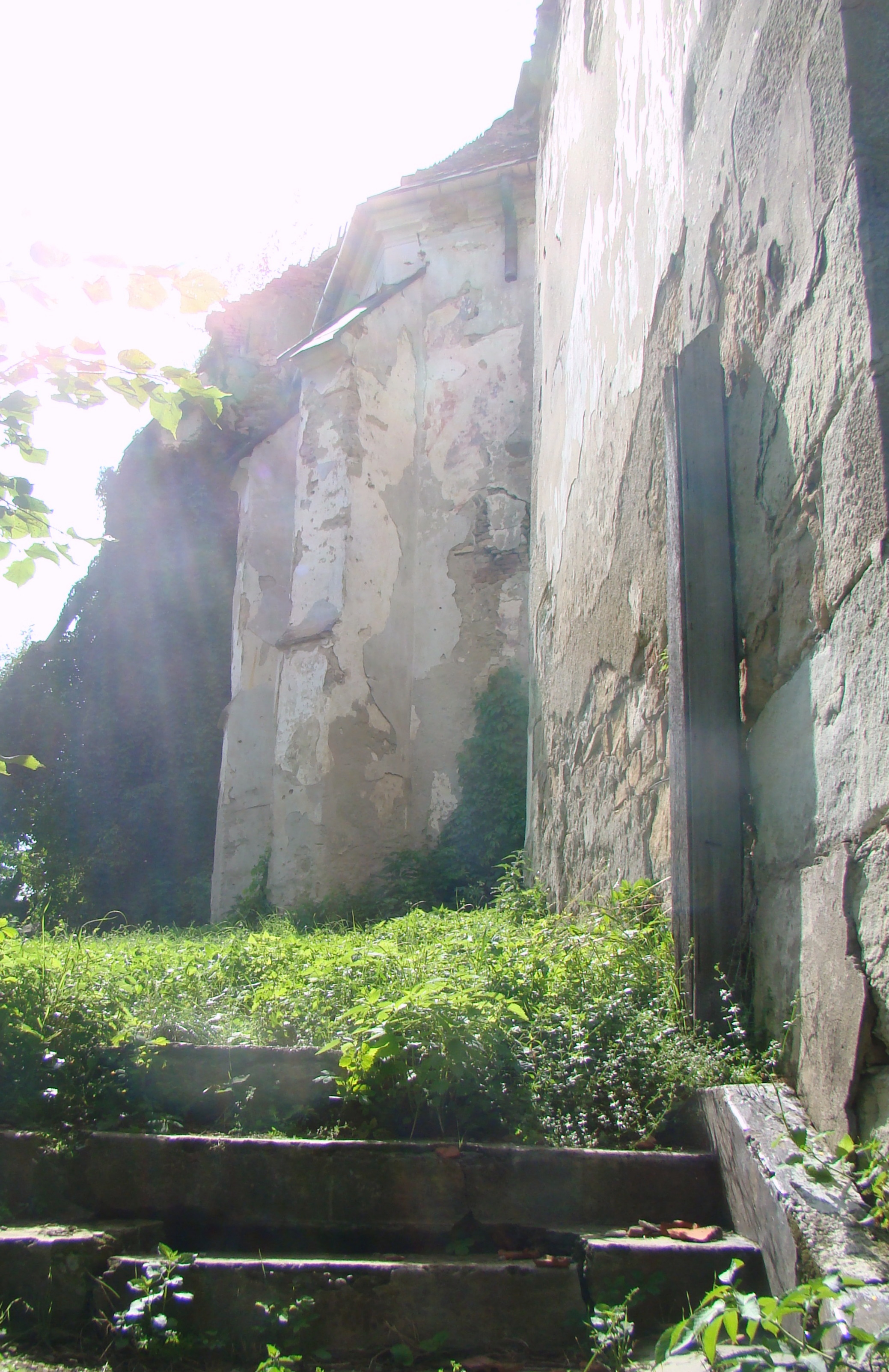
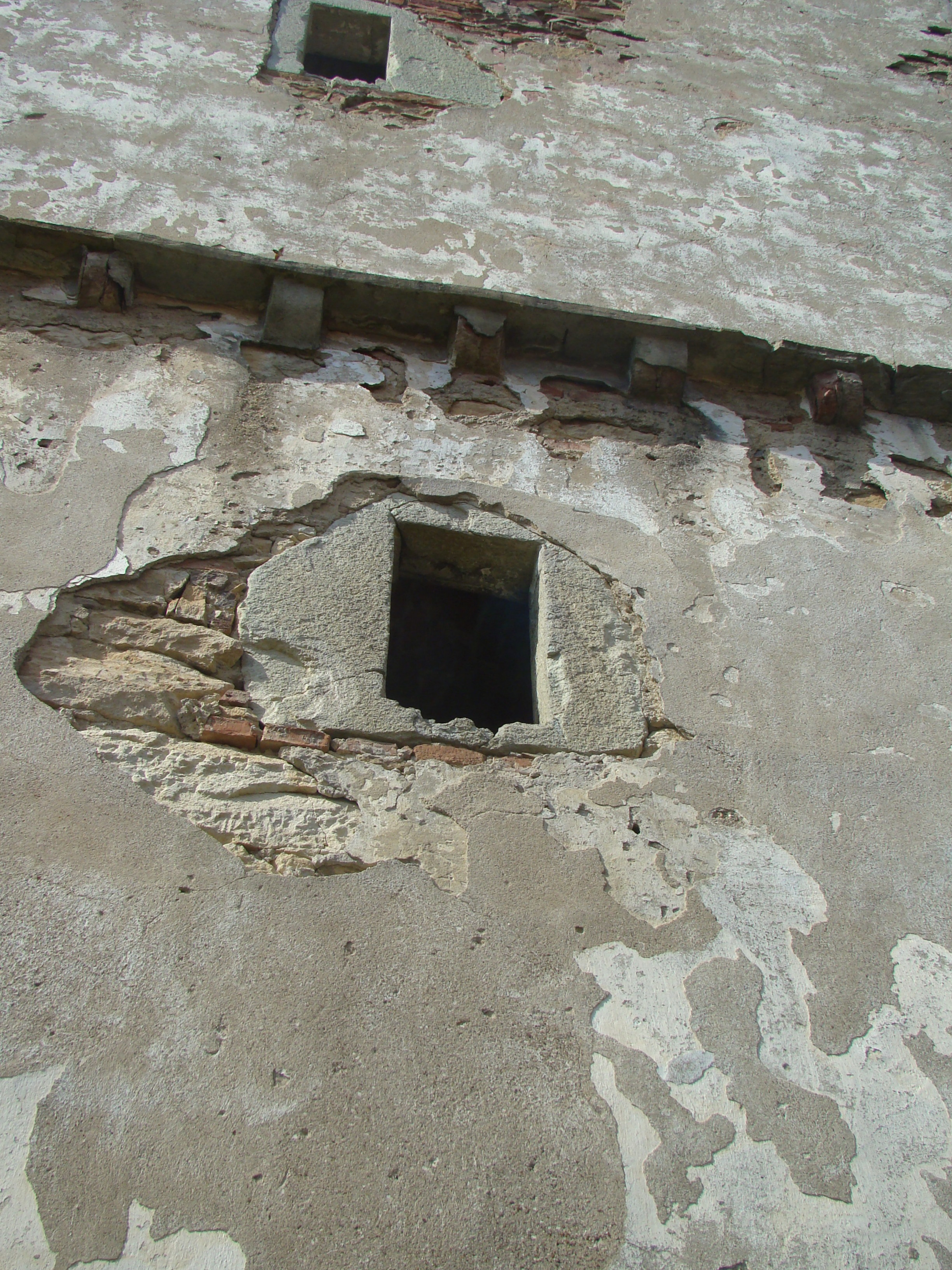
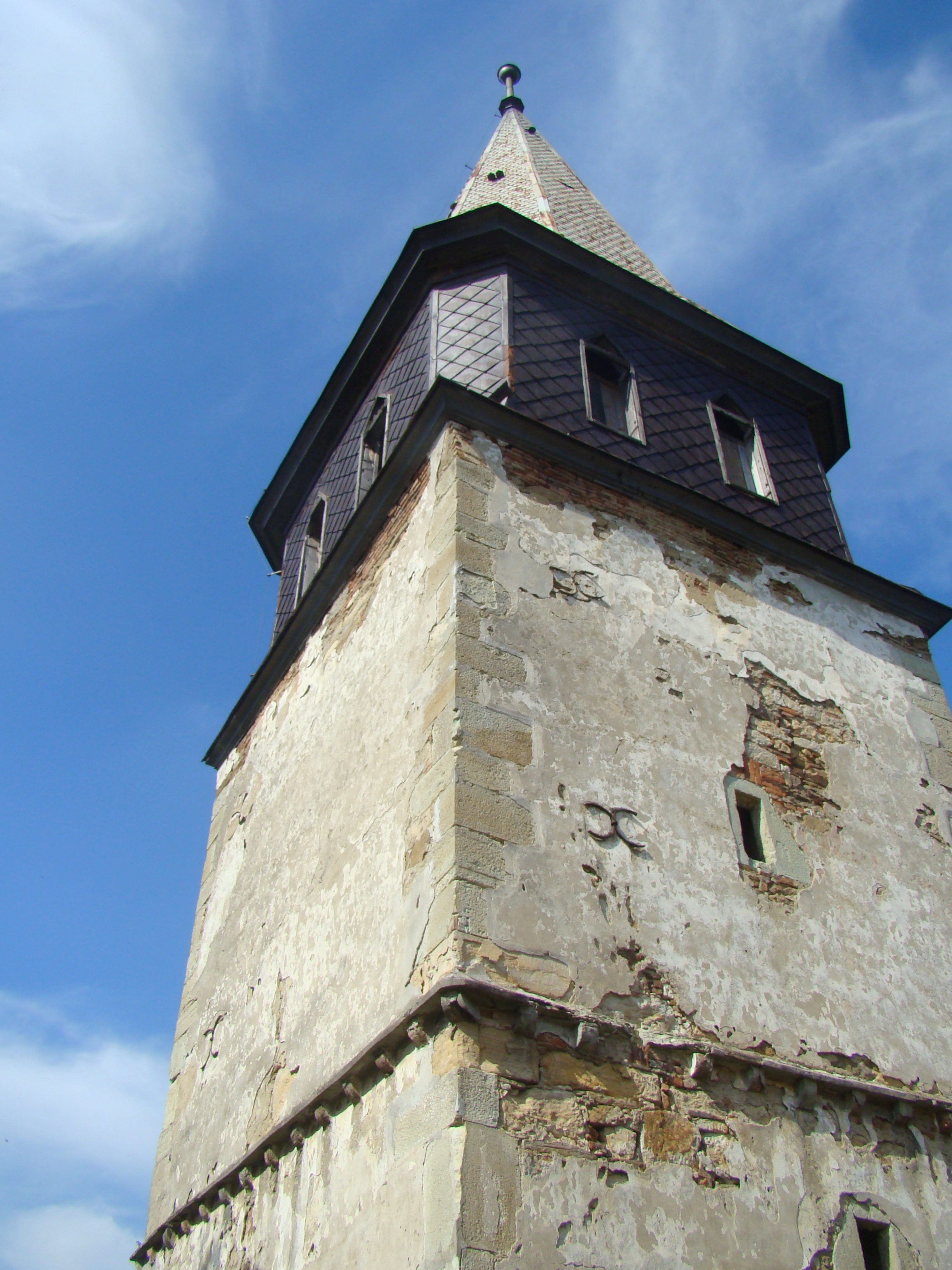
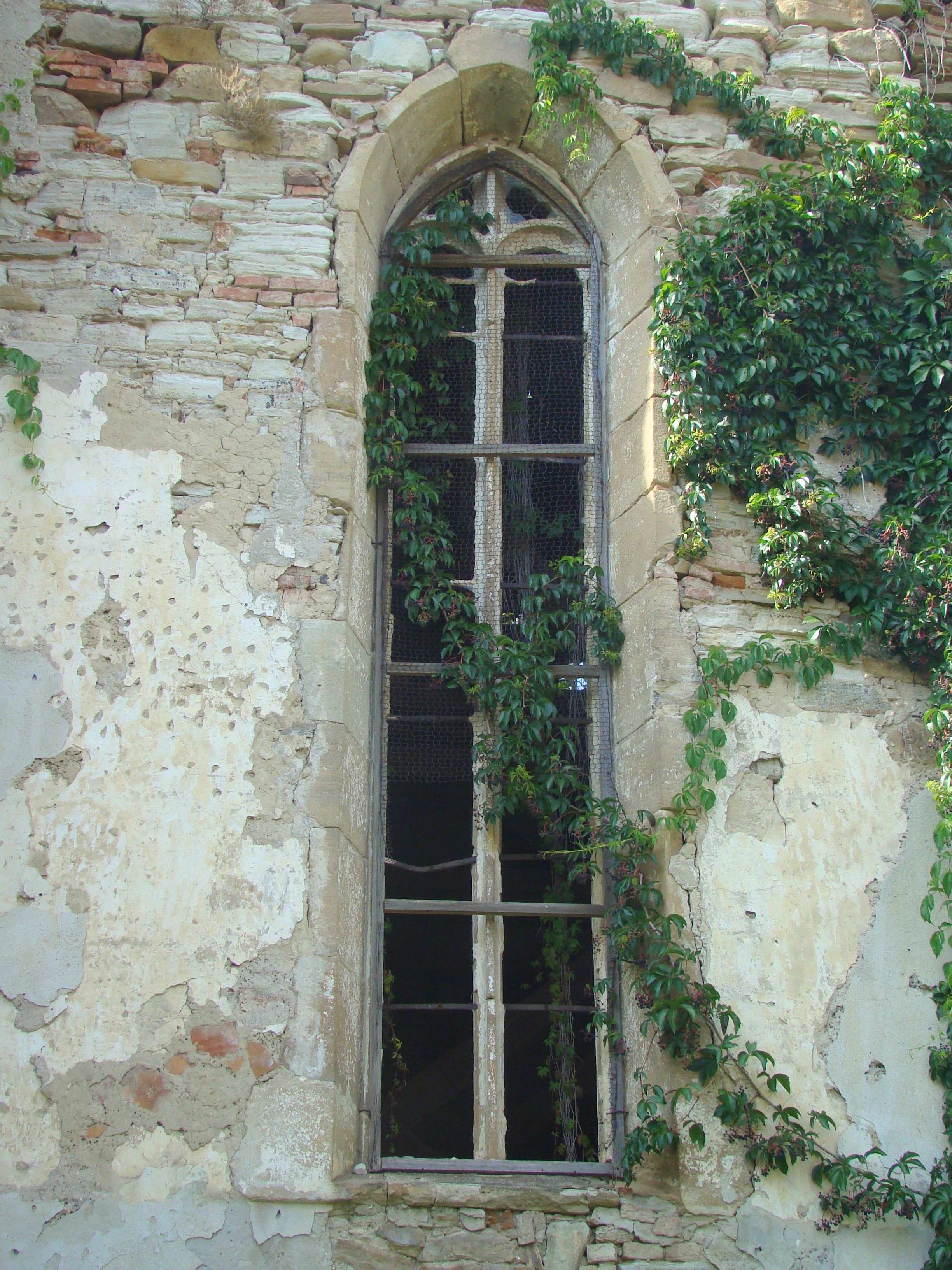
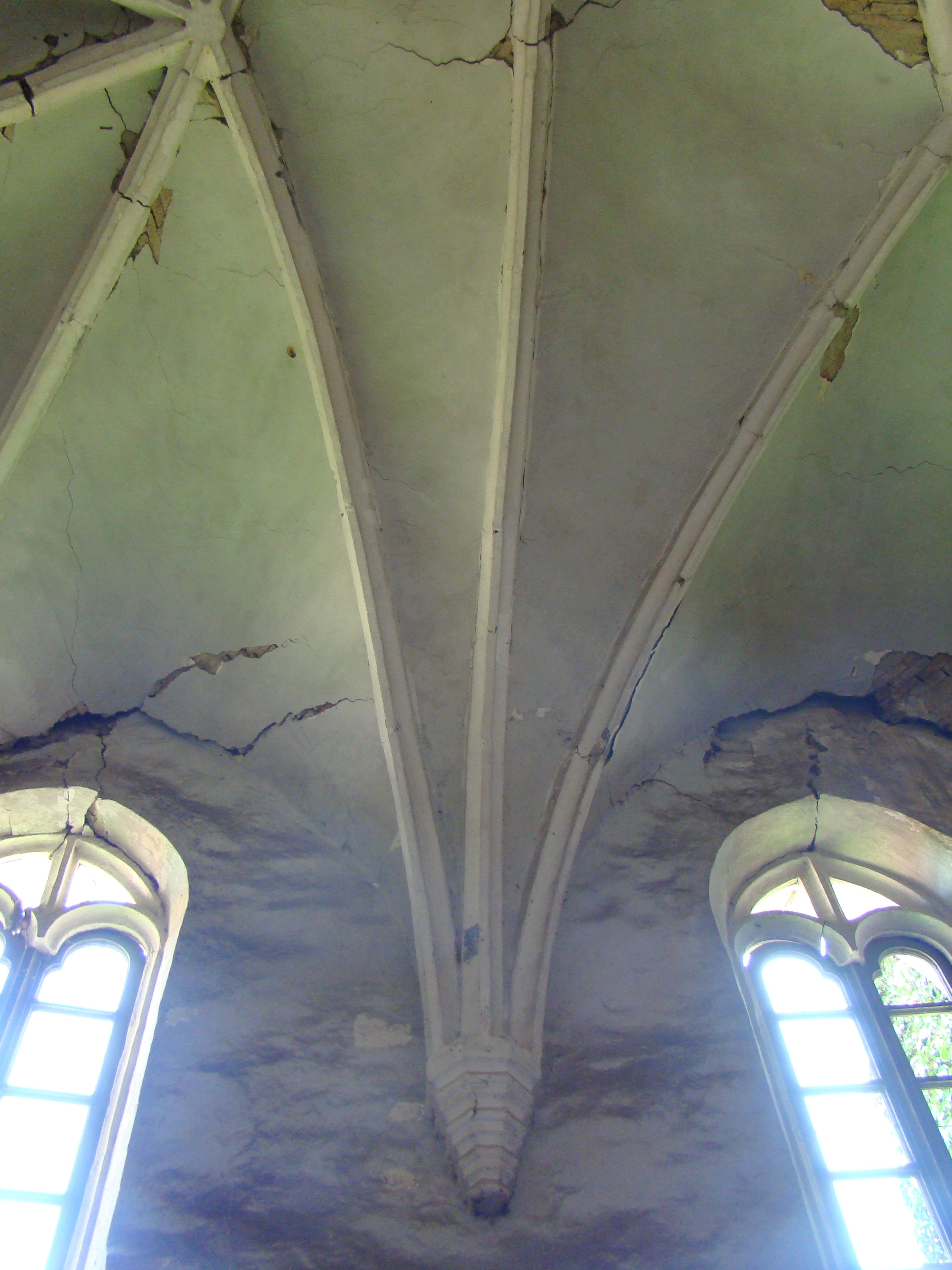
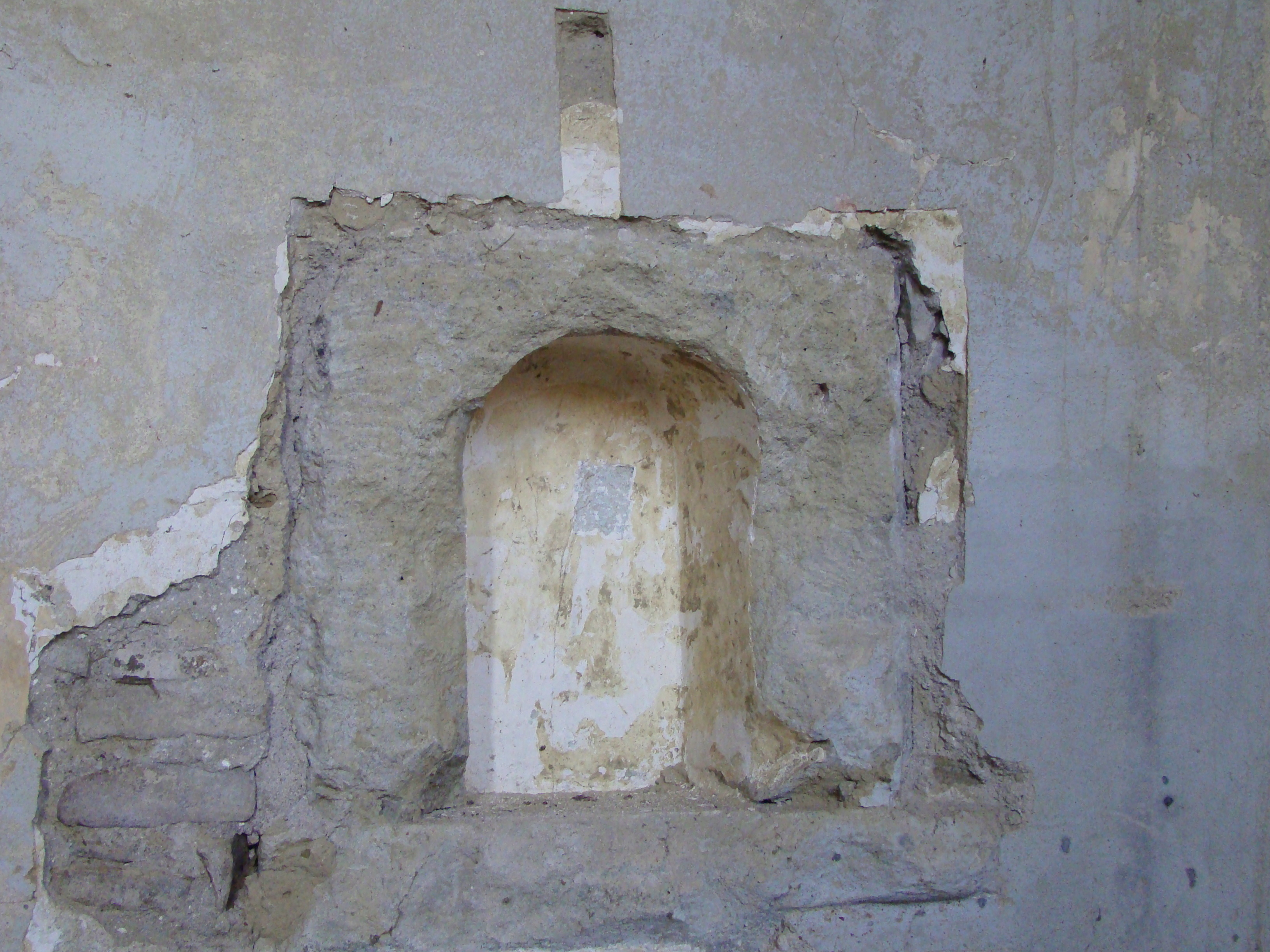
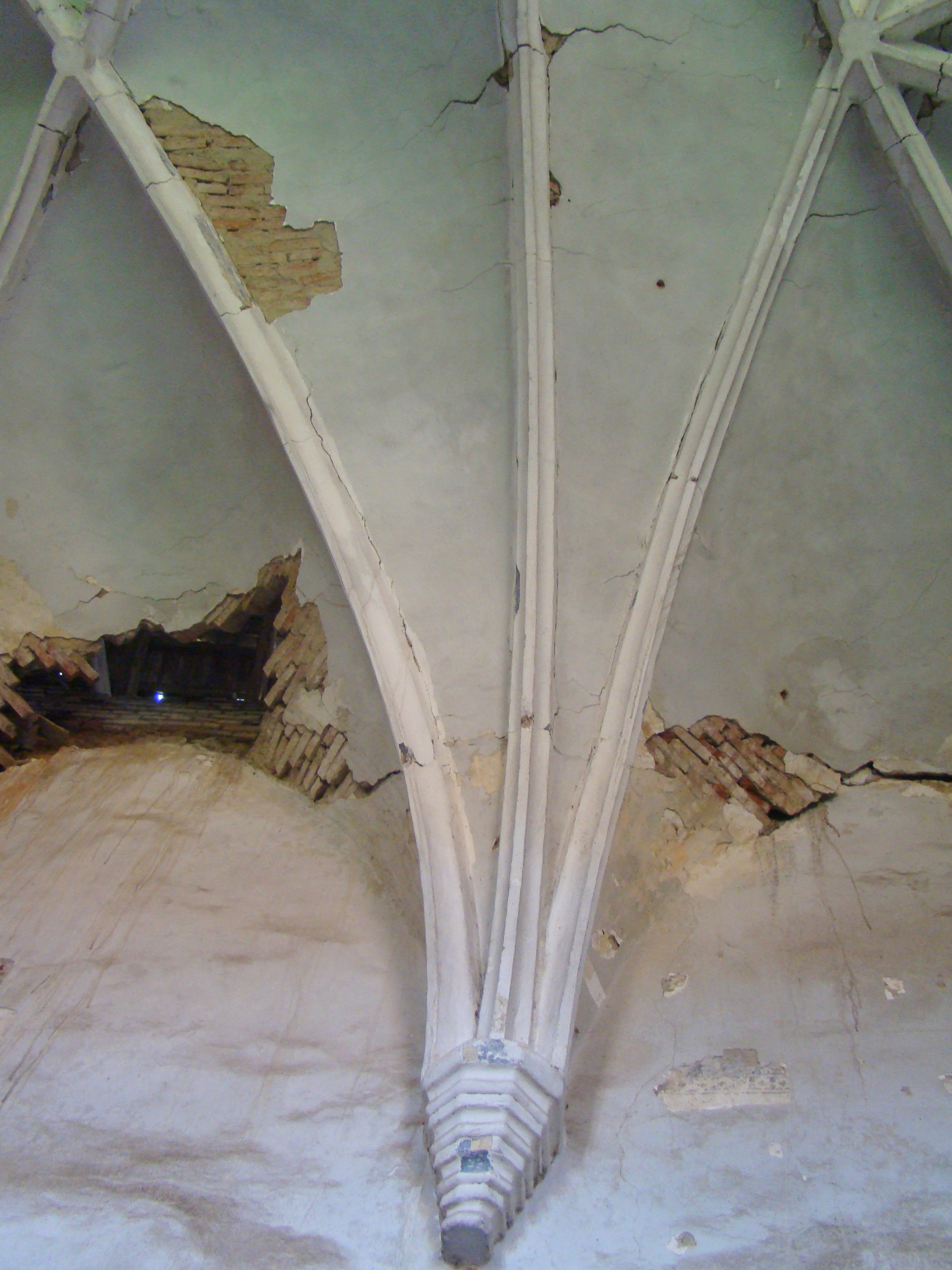
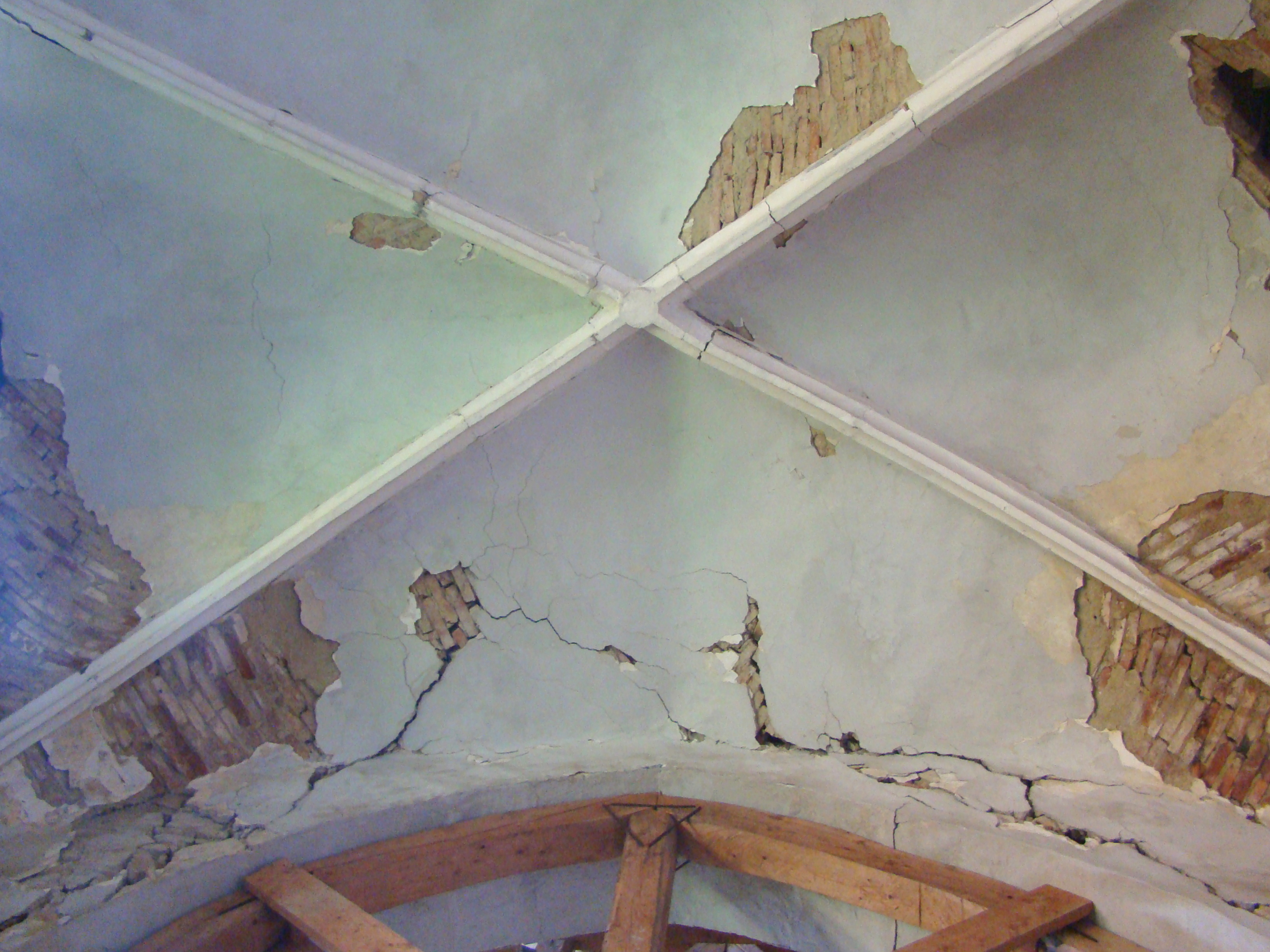
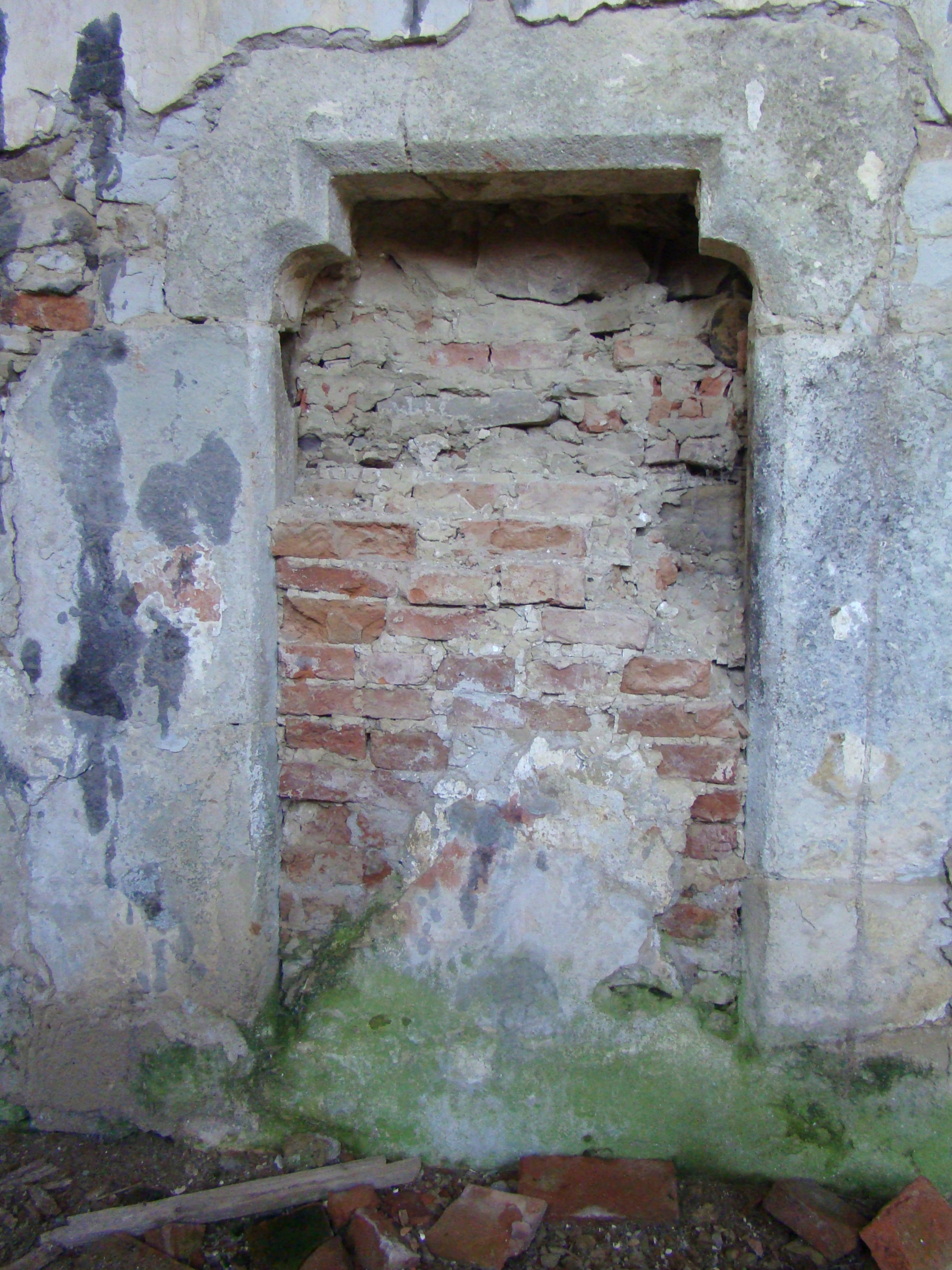
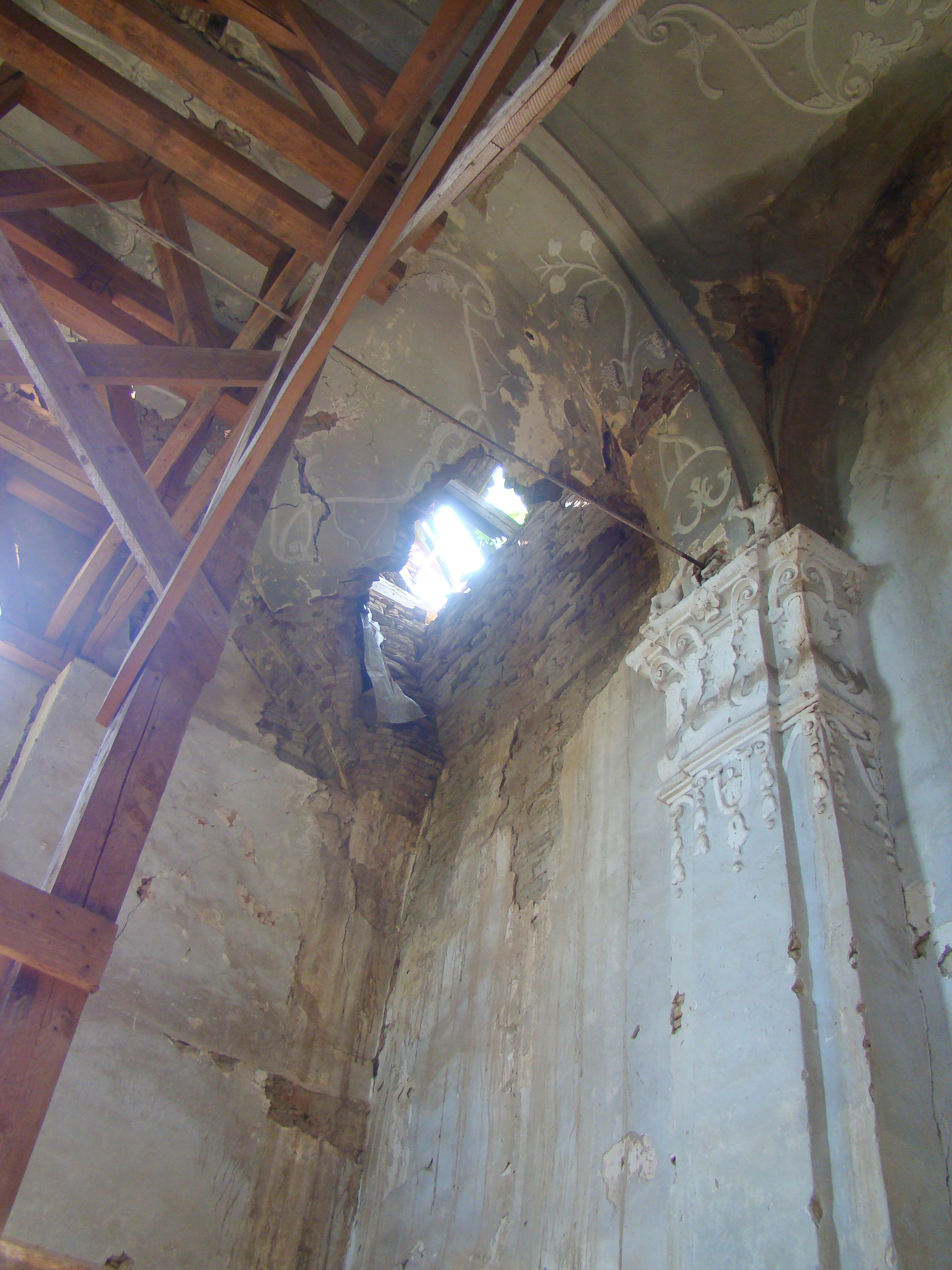
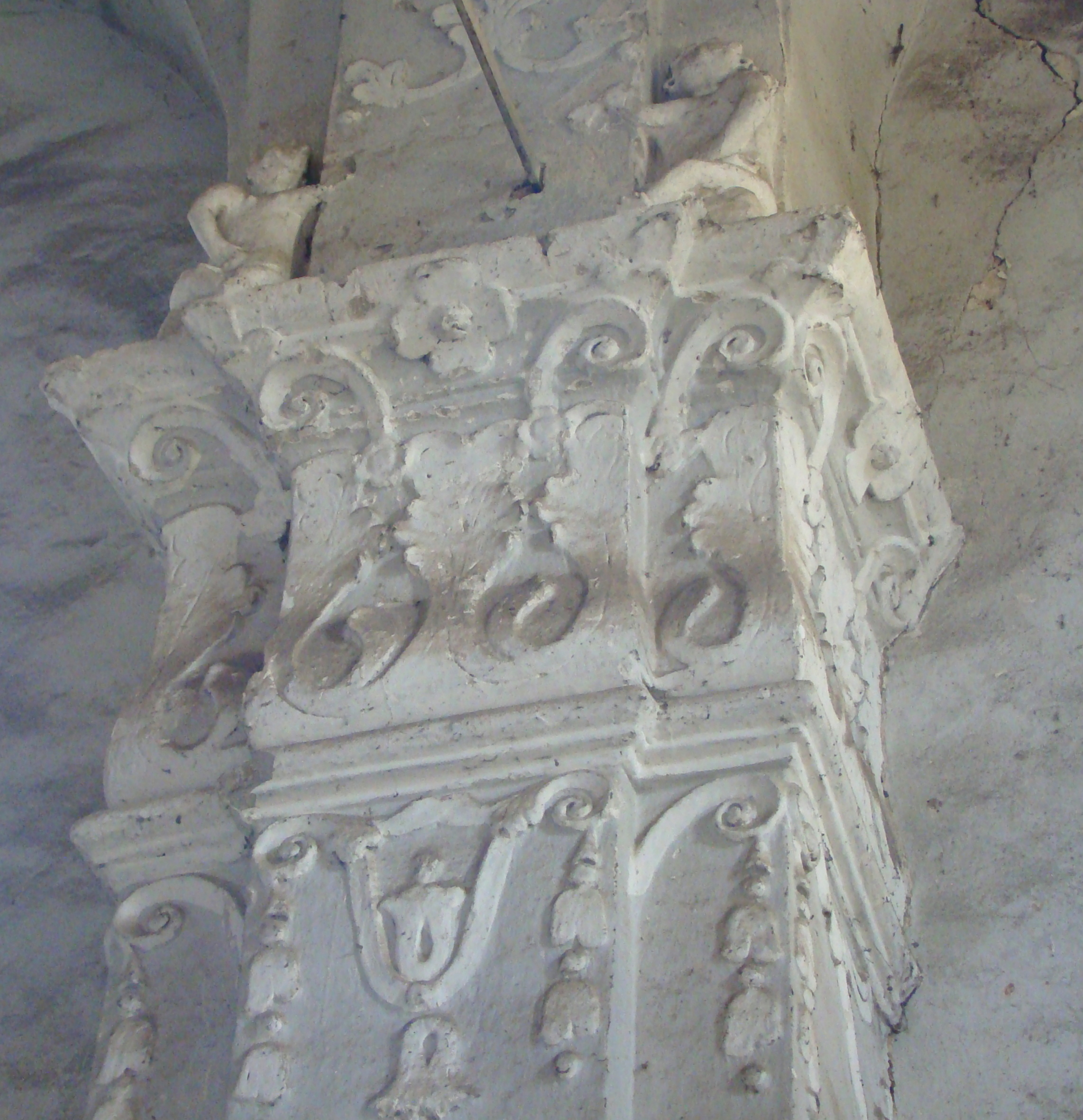
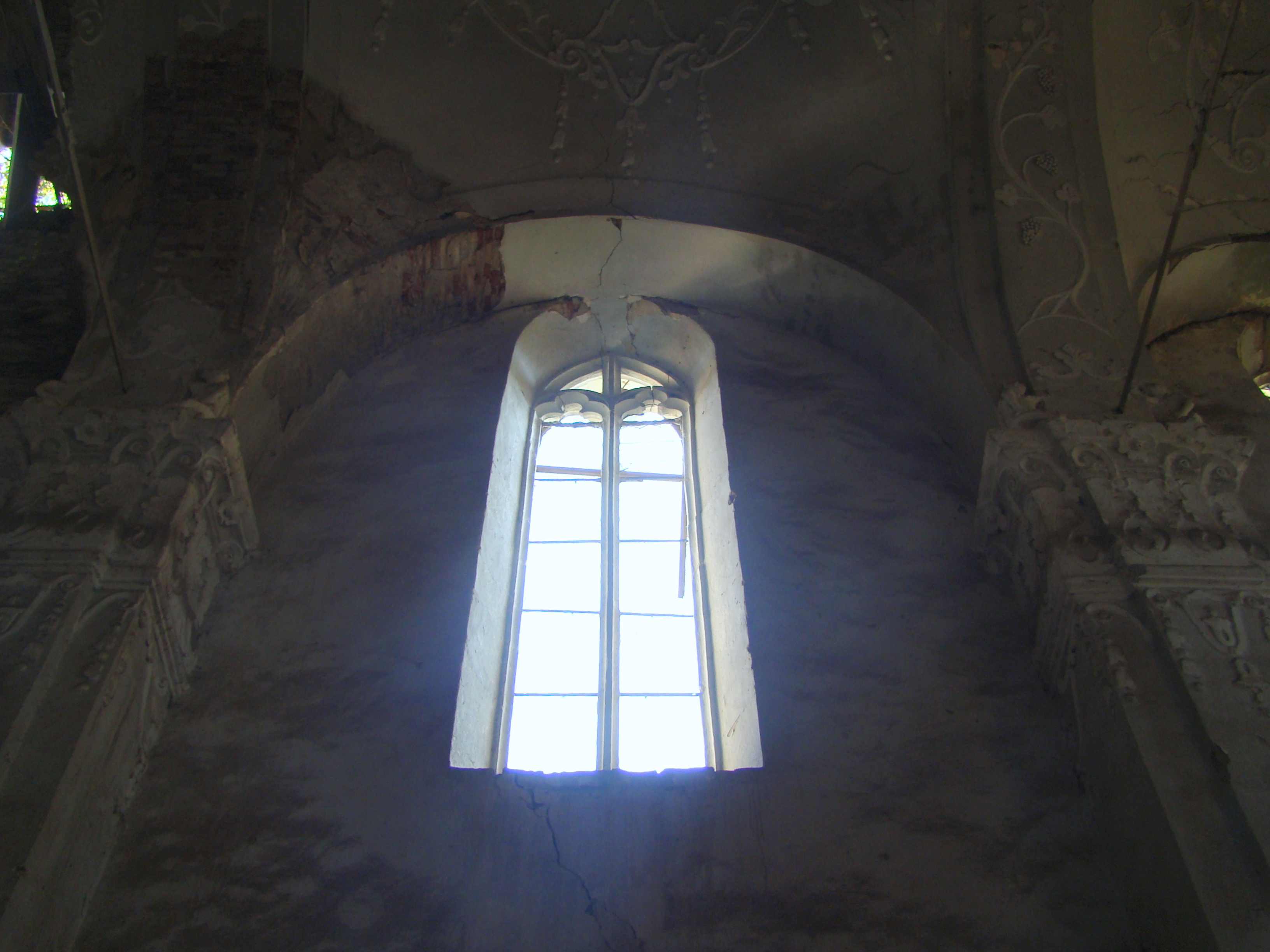
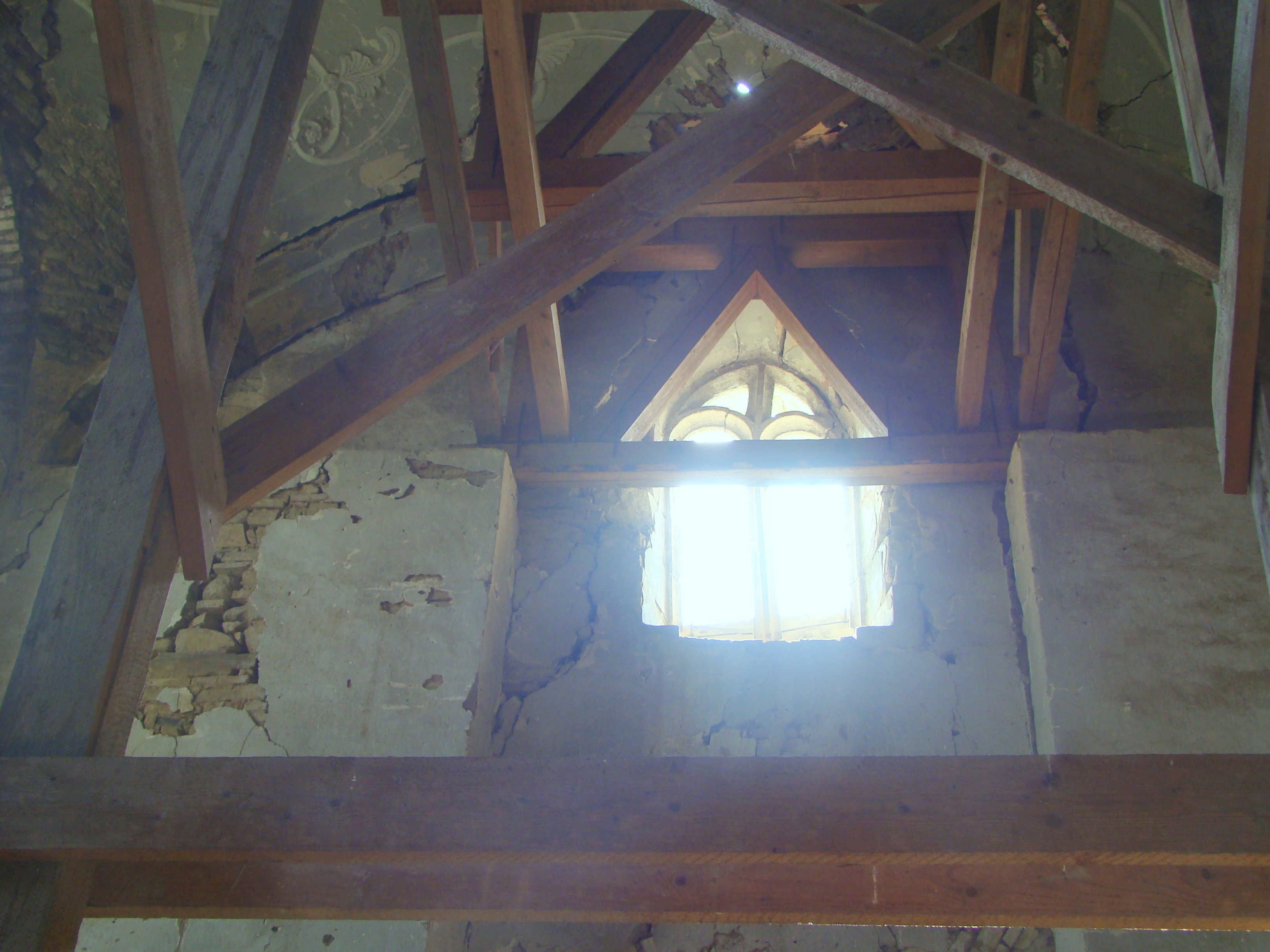
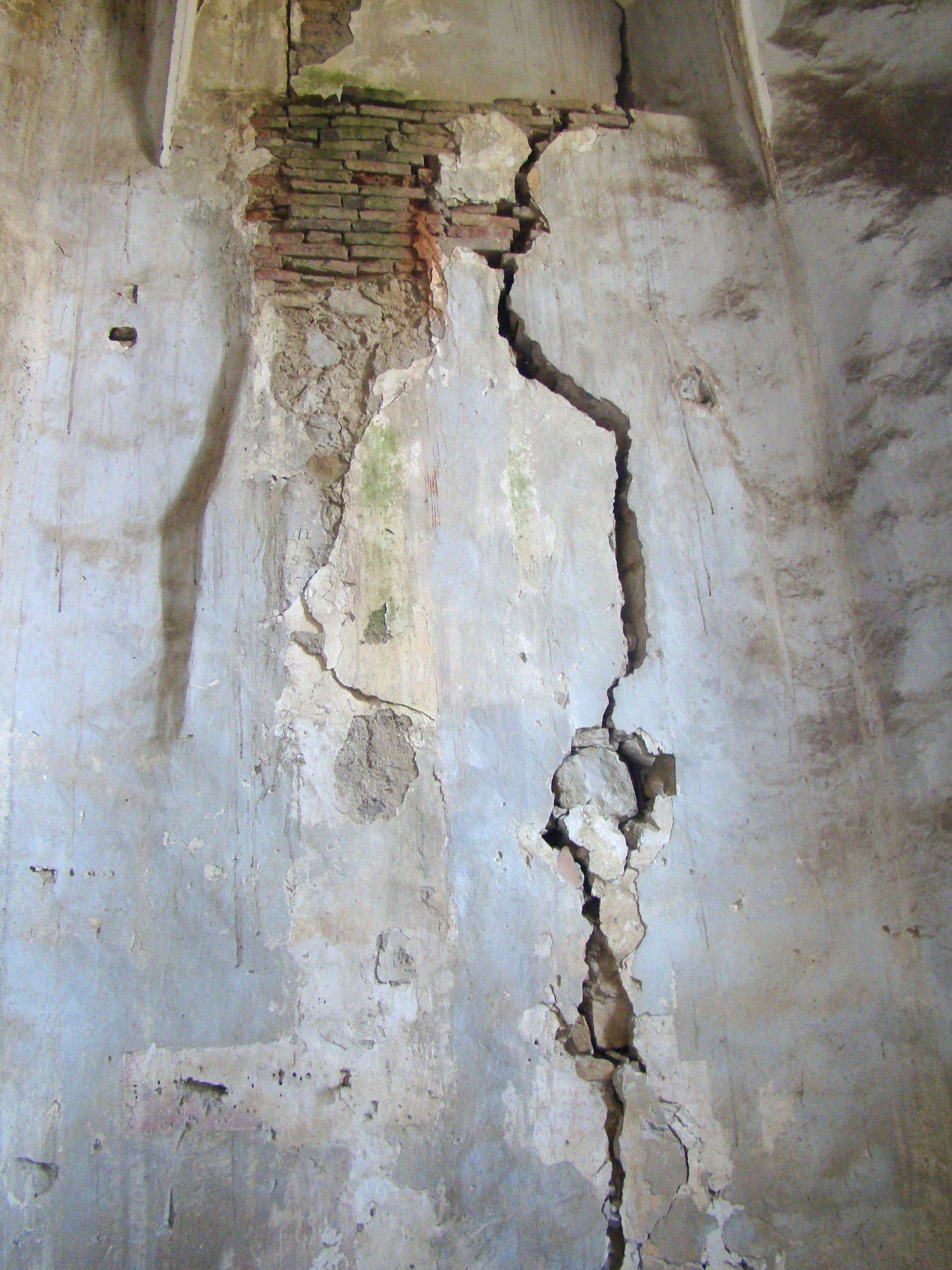
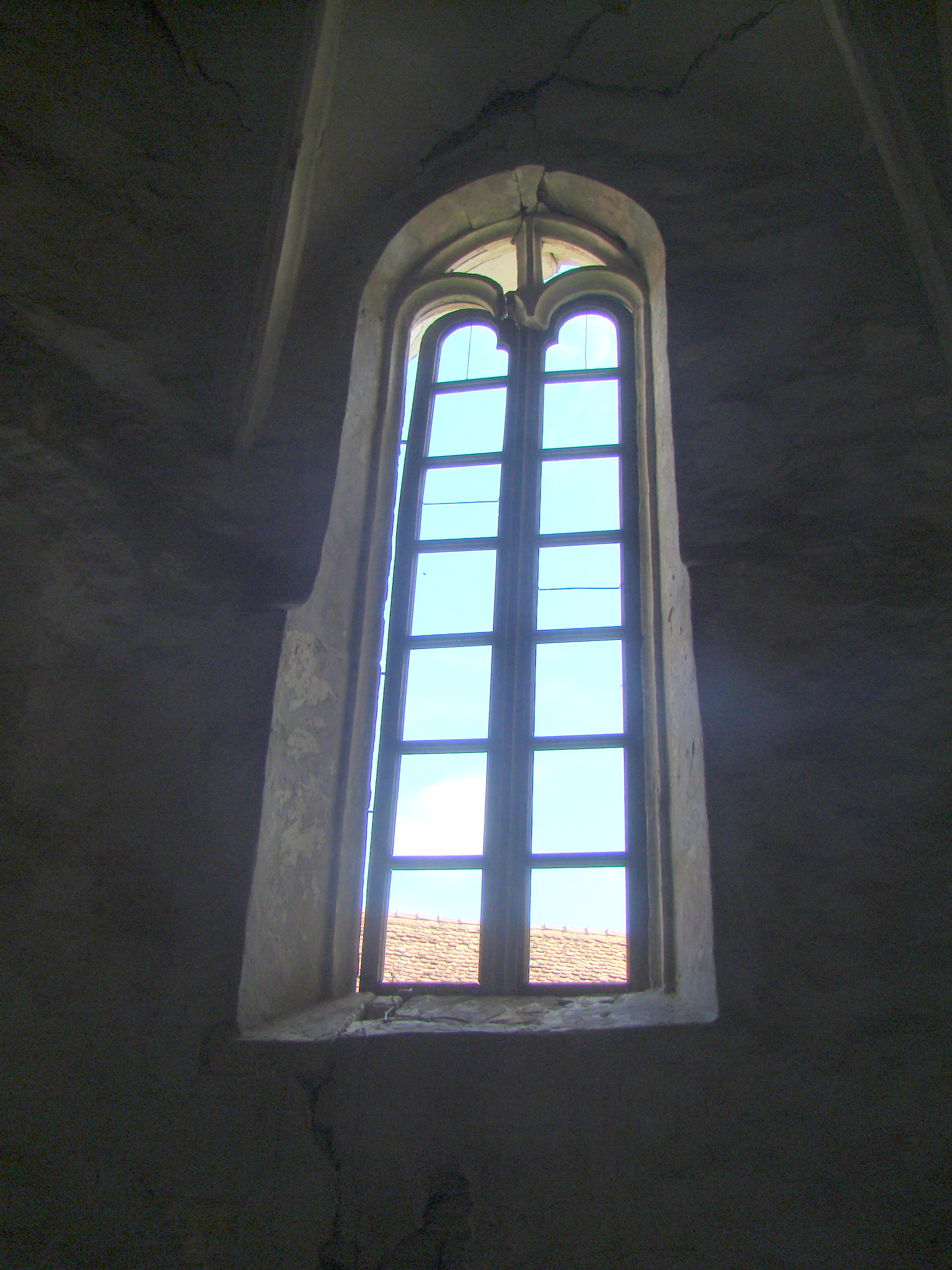
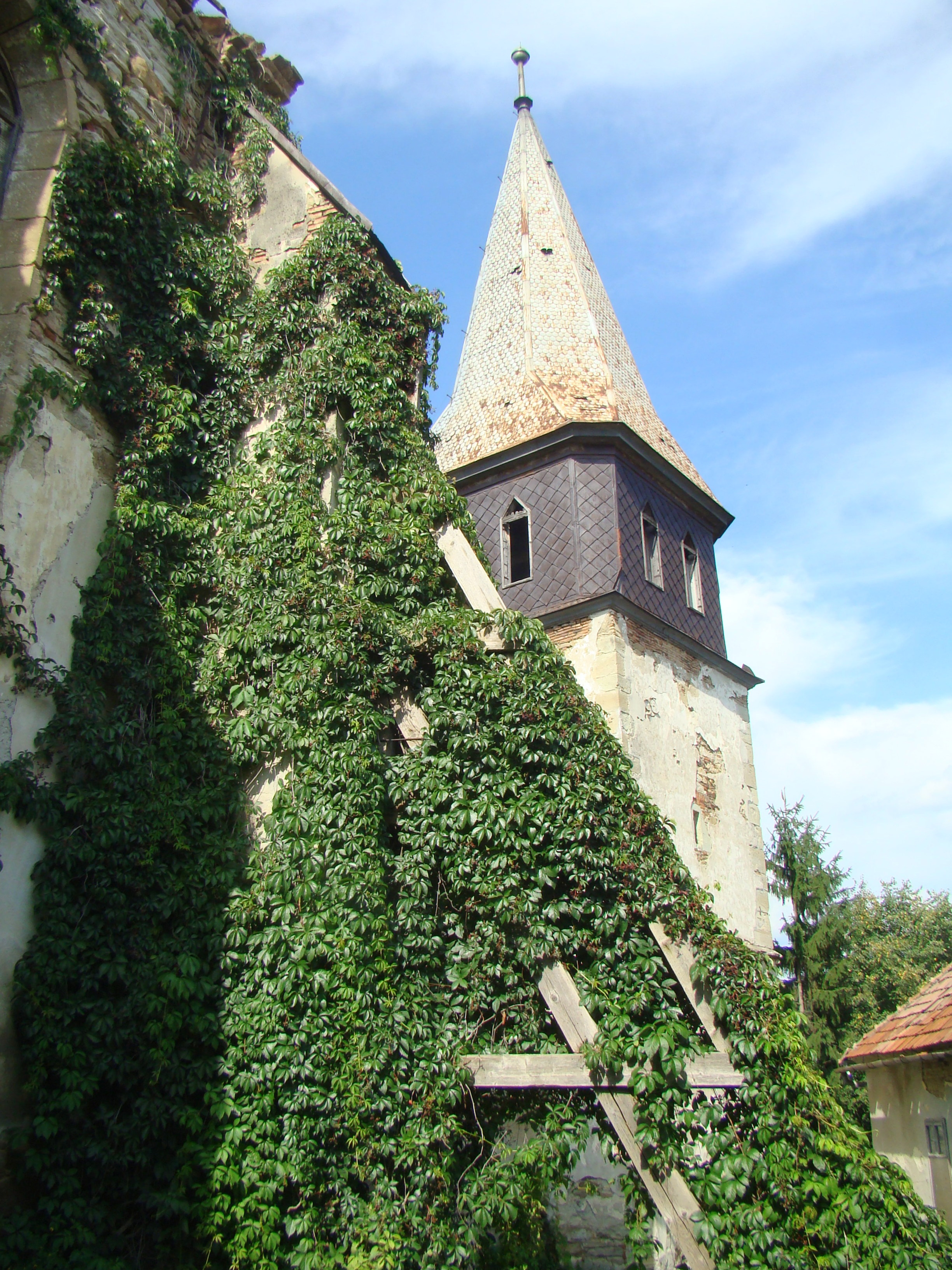
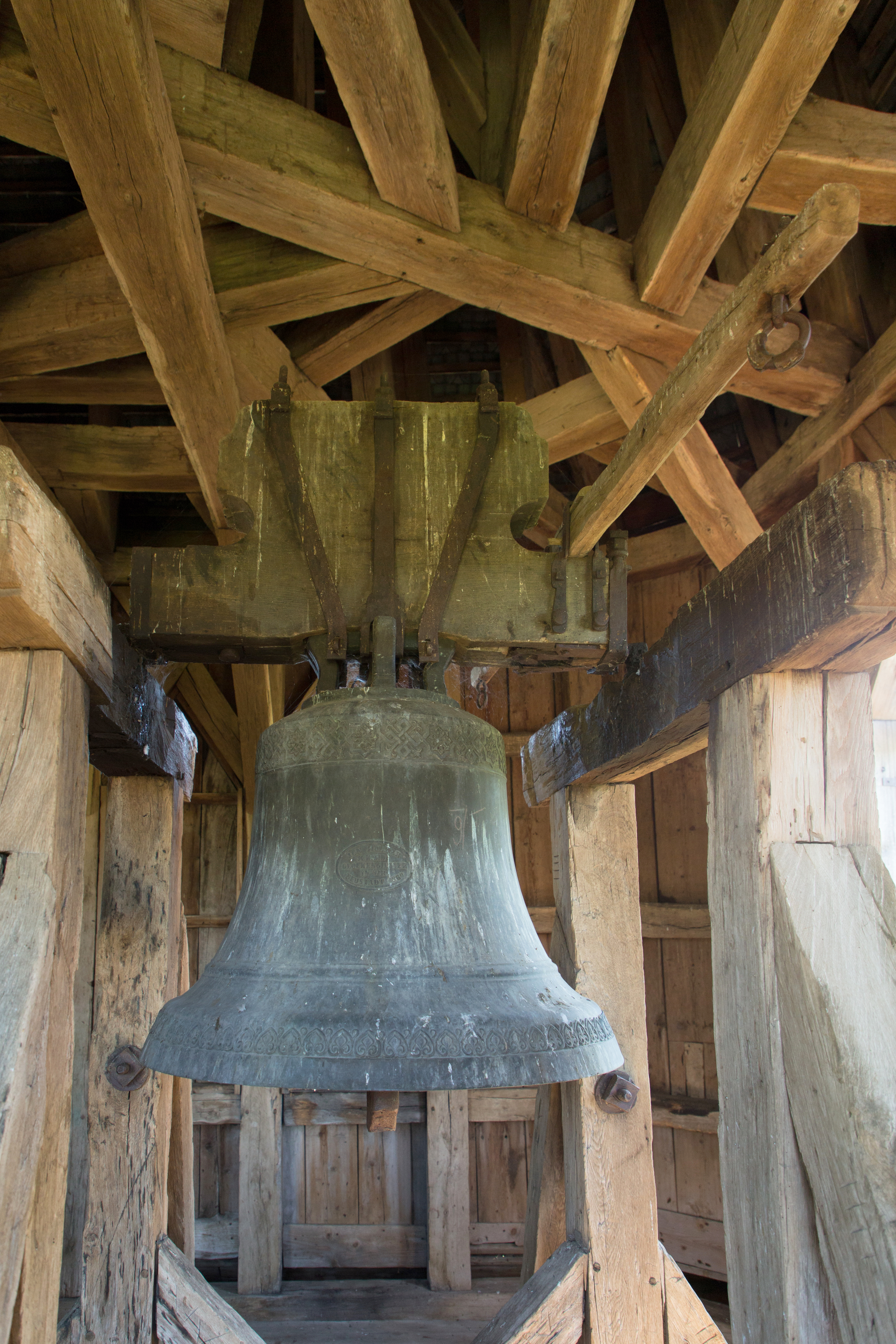